# Gregory J. Leonard
| 6333 Helenejacq  | 3 giugno 1992  |
| 6334 Robleonard  | 27 giugno 1992 |
| 7294 Barbaraakey | 3 giugno 1992  |
| 10110 Jameshead  | 3 giugno 1992  |

Gregory J. Leonard (...) è un astronomo statunitense.
Ha iniziato a lavorare nel 1992 per l'USGS nel campo dell'esogeologia. Dal 1994 al 2008 ha lavorato per varie aziende di ricerca mineraria. Dal 2008 è ricercatore all'Università dell'Arizona.

## Scoperte
Il Minor Planet Center gli accredita le scoperte di undici asteroidi, tutte effettuate nel 1992: tra loro vi sono 6333 Helenejacq, dedicato a sua madre Helene Jacquelin, 6334 Robleonard dedicato a suo padre Robert David Leonard Sr. e 7294 Barbaraakey dedicato a sua moglie Barbara Ann Akey.
Ha scoperto inoltre, all'21 dicembre 2024, venti comete: quattordici comete non periodiche, C/2017 W2 Leonard, C/2020 H4 Leonard, C/2020 K3 Leonard, C/2020 X4 Leonard, C/2021 A1 Leonard, C/2021 G1 Leonard, C/2021 U4 Leonard, C/2022 K1 Leonard, C/2022 R3 Leonard, C/2022 U1 Leonard, C/2022 W3 Leonard, C/2023 A1 Leonard, C/2023 V5 Leonard, C/2023 X1 Leonard e C/2024 G5 Leonard e sette comete periodiche, P/2017 W2 Leonard, P/2017 Y3 Leonard, P/2018 L5 Leonard, P/2018 VN2 Leonard, 396P/Leonard, 449P/Leonard e P/2021 L2 Leonard,